# Sergio Geminiani
Sergio Geminiani (Bagnacavallo, 16 dicembre 1929 – Cesena, 21 luglio 2024) è stato un calciatore italiano, di ruolo centrocampista.

## Biografia
Nel 1940, a soli 11 anni, firmò il primo cartellino per i pulcini della neonata Associazione Calcio Cesena. 
Debuttò con il Cesena nella Serie B del dopoguerra nell'anno 1946, disputando successivamente con la stessa squadra quattro campionati di Serie C: in totale scese in campo 112 volte realizzando 8 reti.
Venne trasferito alla Reggina per il campionato 1951-1952, sempre in Serie C. 
Nel 1952 approdò al Messina in Serie B, disputando quattro campionati per un totale di 80 presenze e 5 reti.
Dopo un anno al Brescia, sempre in Serie B, dove scese in campo una sola volta, tornò a Messina, giocando la sua ultima stagione tra i cadetti.
Chiuse la carriera in Serie C con la maglia del Rimini.